# Walter Friedlaender
Pour les articles homonymes, voir Friedlander.
Pour les articles homonymes, voir Friedlaender.
Walter Friedlaender, né le 10 mars 1873 à Glogau (Empire allemand ; aujourd'hui Głogów, en Pologne) et mort le 8 septembre 1966 à New York, est un historien de l'art allemand. 

## Biographie
Heinrich Wölfflin lui a enseigné l'histoire de l'art et parmi ses premiers étudiants on compte Erwin Panofsky. 
Walter Friedlaender a enseigné à l'université de Fribourg (1914 - 1933) et à l'Institut des Beaux-Arts de l'Université de New York (1935).

## Œuvres
- Claude Lorrain, Berlin,  1921
- Caravaggio Studies, 1955. (études sur Caravage)
- Maniérisme et anti-maniérisme dans la peinture italienne (1957-1965)